# Shyghanaq
Shyghanaq är en ort i Kazakstan.   Den ligger i oblystet Zjambyl, i den centrala delen av landet, 700 km söder om huvudstaden Astana. Shyghanaq ligger 217 meter över havet och antalet invånare är 2 405.
Terrängen runt Shyghanaq är mycket platt.  Trakten runt Shyghanaq är nära nog obefolkad, med mindre än två invånare per kvadratkilometer. Trakten runt Shyghanaq består i huvudsak av gräsmarker.